# Elegy for J.F.K.
Elegy for J.F.K. (W104) is een seriële compositie van Igor Stravinsky voor bariton en drie klarinetten, gecomponeerd in maart 1964, op tekst van W.H. Auden. Het werk werd voor het eerst uitgevoerd onder leiding van Robert Craft tijdens de Monday Evening Concerts in Los Angeles op 6 april 1964.
De reden om een elegie uit te voeren na de moord op John F. Kennedy was, naast vanzelfsprekend het algemeen gevoelde verdriet, Stravinsky's gevoel dat de gebeurtenissen het gevaar liepen te snel te worden vergeten.
Audens gedicht bestaat uit vier stanza's, elk een vrije haiku van zeventien lettergrepen lang. Stravinsky's compositie is een kort (1,5 minuut durend) bewogen werk, met de openingsstanza ("When a just man dies, Lamentation and praise, Sorrow and joy are one") aan het eind herhaald, en een instrumentale cadens met een maat volledige stilte.
Stravinsky heeft ook een versie gemaakt voor mezzosopraan met geringe wijzigingen in de klarinetpartijen. Dit werk werd eveneens in 1964 (in New York) uitgevoerd.

## Oeuvre
Zie het Oeuvre van Igor Stravinsky voor een volledig overzicht van het werk van Stravinsky.

## Geselecteerde discografie
- Elegy for J.F.K. gezongen door John Shirley-Quirk, bariton, op 'Songs', Ensemble InterContemporain o.l.v. Pierre Boulez (DGG 431 751-2)
- Elegy for J.F.K. gezongen door Cathy Berberian, mezzosopraan en Paul Howland, Jack Kreiselman en Charles Russo, klarinet; Stravinsky Songs 1906-1953, CBS 72881, 1971 (in 1991 verschenen op cd in de 'Igor Stravinsky Edition' in het deel 'Opera' (sic), 2 cd's SM2K 46298)